# Bohas-Meyriat-Rignat

Bohas-Meyriat-Rignat este o comună în departamentul Ain din estul Franței.